# St. Georg (Eßleben)

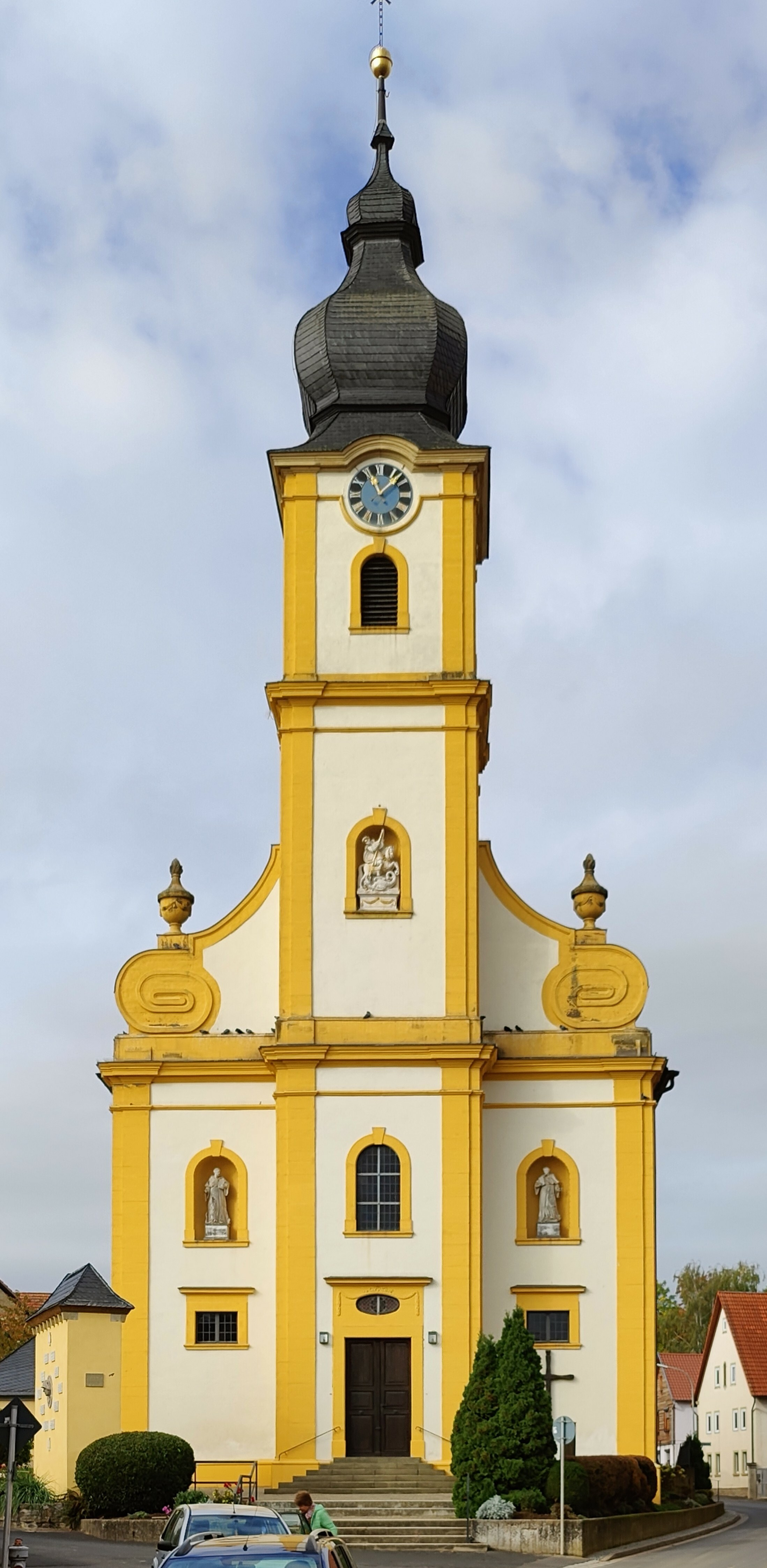
St. Georg (Eßleben)

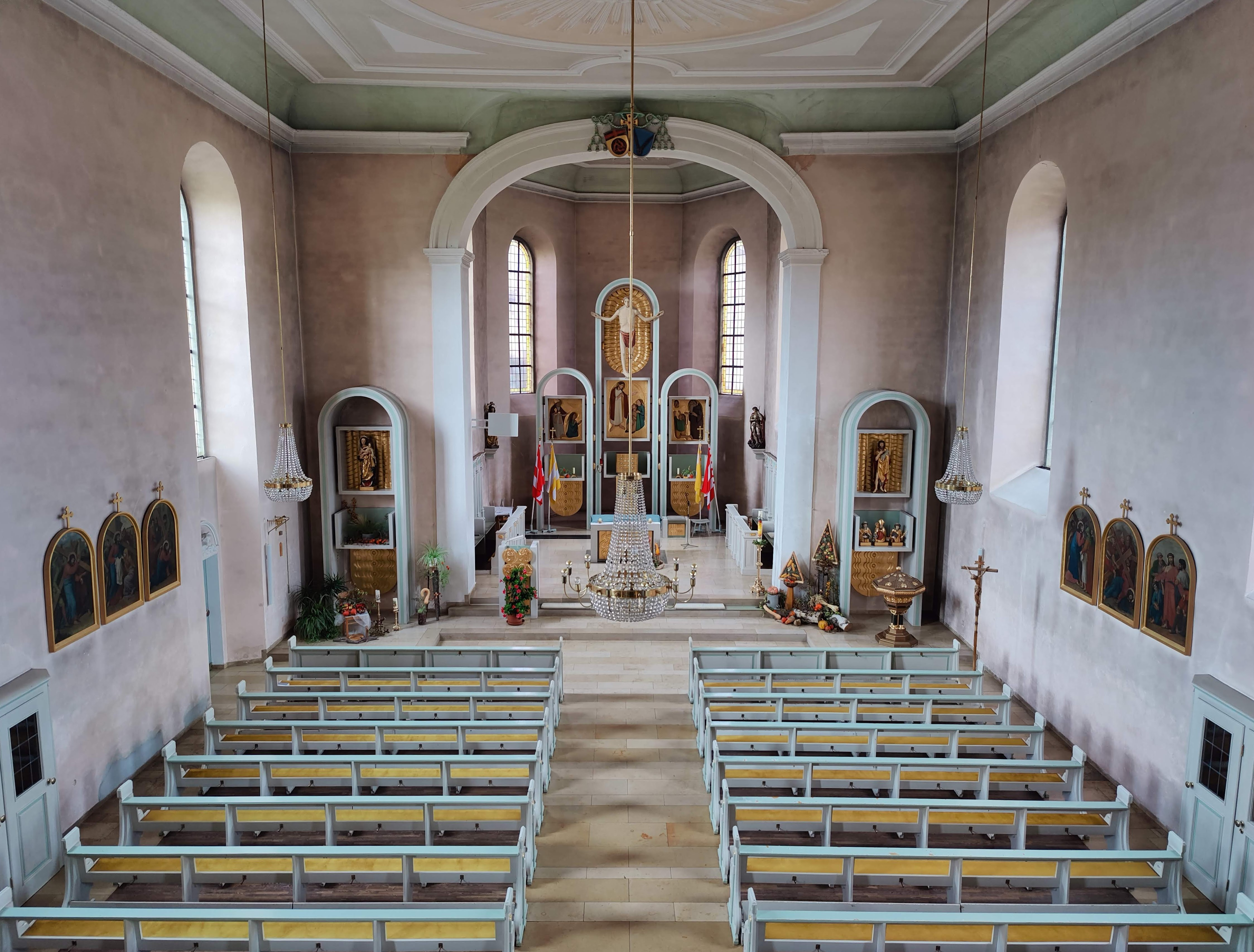
Innenraum (2022)

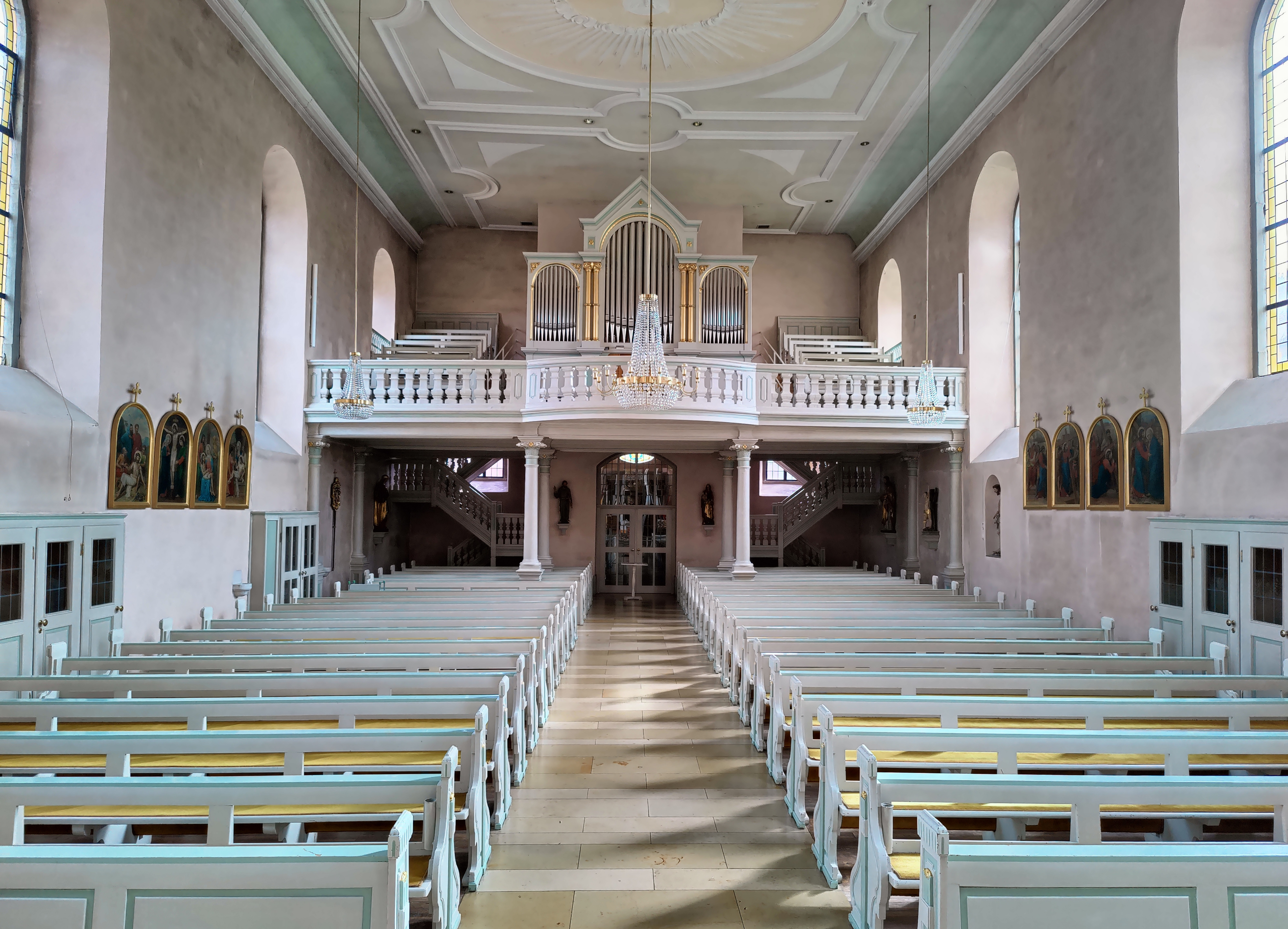
Innenraum, Blick zur Orgel

Die römisch-katholische Kirche St. Georg ist ein denkmalgeschütztes Kirchengebäude, das in Eßleben steht, einem Gemeindeteil des Marktes Werneck im Landkreis Schweinfurt (Unterfranken, Bayern). Das Bauwerk ist unter der Denkmalnummer D-6-78-193-56 als Baudenkmal in der Bayerischen Denkmalliste eingetragen. Die Pfarrei gehört zur Pfarreiengemeinschaft Heiliger Sebastian im Dekanat Schweinfurt-Süd des Bistums Würzburg.

## Beschreibung
Die 1810 erbaute Saalkirche hat einen eingezogenen, dreiseitig abgeschlossenen Chor im Westen des Langhauses und einen Fassadenturm im Osten. Sein oberstes Geschoss beherbergt die Turmuhr und den Glockenstuhl. Darauf sitzt eine Welsche Haube. Die Orgel mit 22 Registern, davon 16 auf den zwei Manualen, wurde 2007 von der Orgelmanufaktur Jürgen Lutz hinter den Prospekt der Vorgängerorgel von Franz Hochrein aus dem Jahr 1903 gebaut. Dabei wurde auch alter Registerbestand übernommen.